# سینمای آهسته
سینمای آهسته (انگلیسی: Slow cinema) گونه ای از فیلم هنری که بر اساس برداشت بلند ، مینیمالیسم ، مشاهدات و غالباً بدون روایت یا روایت مختصر است. این نوع سینما گاهی با نام سینمای تعمقی یا contemplative cinema شناخته می شود.